# Евразийский диалог
«Еврази́йский диало́г» — постоянно действующая дискуссионная площадка при российском парламентском Европейском клубе. Решение о её создании было объявлено Константином Косачевым 4 апреля 2012 года на первом в том году заседании Европейского клуба. Координатором «Евразийского диалога» назначен Андрей Климов — член Совета Федерации, доктор экономических наук.

## Презентация
Презентация площадки состоялась 18 мая 2012 года в Москве в здании Торгово-промышленной палаты. На презентации присутствовали Константин Косачев (глава Россотрудничества), Андрей Климов (член Совета Федерации), Алексей Лихачёв (заместитель министра экономического развития Российской Федерации), Николай Левичев (заместитель председателя Государственной думы), Михаил Слипенчук (заместитель председателя Комитета Государственной думы по природным ресурсам), Михаил Евдокимов (директор Первого департамента СНГ МИД РФ) и другие.

## Цель
Цель данной площадки — предоставление для гражданского общества возможности обсуждения проблемных моментов при создании Евразийского Союза — аналога Европейского, но на территории, включающей страны как Европы, так и Азии. Первоначально планируется Союз трёх государств — России, Белоруссии, Казахстана. В дальнейшем в Евразийский Союз будут вступать и другие государства. Идея создания данного союза принадлежит Нурсултану Назарбаеву, который озвучил её ещё в 1994 году. В 2011 году в своей предвыборной программе действующий президент России Владимир Путин озвучил необходимость создания данного Союза.
Инициатива создания данной дискуссионной площадки принадлежала Россотрудничеству, которое выступало инициатором проведения различных форумов и конференций, направленных на прорабатывание проблемных моментов при создании Евразийского Союза. По словам главы Россотрудничества Константина Косачева, «Евразийский диалог» призван объединить усилия представителей гражданского общества в деле формирования нового Евразийского Союза на постсоветском пространстве. С 2015 «Евразийский диалог» расширил ареал своих мероприятий до пространства всего Евразийского материка, в том числе с помощью Фестивальных марафонов «От Атлантики до Тихого океана» с целью содействия идее создания единого (без искусственных разделительных линий и опасных конфликтов) пространства Большой Евразии.

## Мероприятия
28-29 июня 2012. Казань. Россия
Международная конференция «Евразийский Союз: амбиции, проблемы, перспективы»
Целью конференции было обсуждение на межпарламентском уровне проблем и перспектив создания Евразийского Союза. В ней приняли участие более ста человек. Среди них российские и зарубежные парламентарии, дипломаты, представители органов исполнительной власти, международных организаций, деловых кругов, общественных организаций, эксперты.
Конференция состояла из трёх рабочих секций по проблемным аспектам создания Евразийского Союза (политико-правовому, гумманитарному, экономическому) и трёх пленарных заседаний, на которых прозвучали доклады послов, депутатов, экспертов. Ведущим мероприятия был Андрей Климов, координатор «Евразийского диалога», член Совета Федерации.
В соответствии с итогами по секциям и с выступлениями участников на пленарных заседаниях были сформулированы Рекомендации участников международной конференции «Евразийский союз: амбиции, проблемы, перспективы».

3 декабря 2012. Санкт-Петербург. Россия
Международный форум «Евразийская интеграция в XXI веке».
По решению участников первой международной конференции «Евразийский Союз: амбиции, проблемы, перспективы» следующее мероприятие состоялось 3 декабря 2012 года и приняло формат международного форума — «Евразийская интеграция в XXI веке».
В рамках данного мероприятия были обсуждены проблемные моменты создания Союза не только в масштабе всей территории Евразии, но и с учётом региональных особенностей каждого субъекта, который войдёт в экономический союз. В форуме приняло участие более 200 человек из Белоруссии, Казахстана, Украины, Абхазии, Южной Осетии, Сербии, Киргизии, Азербайджана, Армении.
Важным моментом стало подписание Протокола межпартийных консультаций партий Киргизии, Армении, Азербайджана, Казахстана и России.По итогам конференции участники традиционно приняли Рекомендации участников Форума.

30-31 мая 2013. Пермь. Россия
Интернет-конференция «Русский язык между Европой и Азией».
Международная интернет-конференция состоялась в конце мая в Перми в рамках гуманитарного форума с одноимённым названием. Центральным событием конференции были два пленарных заседания (30 и 31 мая), которые проходили в формате видеомостов с удалёнными точками в шести десятках стран Евразии — от Рейкьявика до Джакарты. Помимо участников на основной площадке в Перми, где собралось около 200 человек из 20 стран, в интернет-конференции приняло участие около 1,5 тысяч человек со всего Евразийского материка.
Среди участников в Перми были депутат государственной Думы VI созыва О. И. Аршба, сенаторы А. А. Климов и И. М.-С.Умаханов, руководитель Россотрудничества К. И. Косачев, известный телеведущий С. Б. Брилёв, а также специально приглашённые иностранные участники — Александр Александрович Пушкин и Мария Мадлен Дурново-Пушкина (последние прямые потомки А. С. Пушкина) и Дмитрий де Кошко (правнук пермского губернатора И. Ф. Кошко).
Все участники обсуждали в режиме онлайн важность развития русского языка как языка международного общения, помогающего евразийской интеграции. Любой желающий мог следить за ходом конференции, поскольку всё транслировалось в режиме онлайн на сайтах организаторов.
Примечательно то, что во второй день на связь с участниками вышли российские космонавты прямо из космоса — с Международной космической станции — Фёдор Юрчихин и Павел Виноградов, которые отметили, что первый язык, зазвучавший в космосе, был русским.

28-29 ноября 2013. Казань. Россия
Общественный форум «Евразийская экономическая интеграция достижения и проблемы».
В конце ноября в Казани по инициативе Евразийского диалога федеральное агентство Россотрудничество и Правительство Республики Татарстан провели общественный форум на экономическую тематику. В мероприятии приняли участие российские и зарубежные эксперты и политики. В частности на пленарных заседаниях в первый и второй день выступили министр Евразийской экономической комиссии Тимур Сулейменов, Председатель Государственной Думы VI созыва Сергей Нарышкин, руководитель Россотрудничества Константин Косачев, сенаторы Андрей Климов, Олег Казаковцев, Ильяс Умаханов, советник Президента России Сергей Глазьев, проректор МГИМО Алексей Подберёзкин, Правительственный уполномоченный Украины по вопросам сотрудничества с Российской Федераций, государствами — участниками СНГ, ЕврАзЭС и другими региональными объединениями Валерий Мунтиян, министр образования Армении Армен Ашотян и другие.
Форум был продолжением международной конференции «Евразийский Союз: амбиции, проблемы, перспективы», прошедшей в июне 2012 года здесь же, но он был более масштабный — и по количеству проведённых мероприятий в самой Казани, и по наличию других площадок — на этот раз организаторы подключили к дискуссии Минск, Астану, Киев, Пекин, Брюссель, Москву и Санкт-Петербург по системе видеосвязи. Все обсуждения так же транслировались в интернет на сайтах организаторов.
10-11 июня 2014. Пермь. Россия
Международный форум «Русский язык в диалоге культур»
В начале июня 2014 г. в городе Пермь состоялась транс-континентальная интернет-конференция «Русский язык в диалоге культур» (далее Конференция). Конференция была проведена по инициативе «Евразийского диалога» при российском парламентском Европейском клубе при поддержке федерального агентства «Россотрудничество», правительства Пермского края, с участием фонда «Русский мир», Российского книжного союза и Союза писателей России. Конференция охватила огромное географическое пространство от Антарктики (русский язык был первым языком, который услышали эти места) до Индии, от Лиссабона до Владивостока.
Непосредственно в Перми побывали представители 17 стран мира. Учёные, писатели, переводчики, политики, общественные деятели, журналисты, деятели искусства и культуры, аспиранты и студенты сошлись во мнении, что русский по праву занимает одно из лидирующих мест среди мировых языков и является неотъемлемой частью мировой культуры, а также имеет бесспорный потенциал в качестве языка международного общения и в ХХl веке.
Конференция проходила в знаменательное время — российский год культуры, 200-летие со дня рождения великого русского поэта М. Ю. Лермонтова, накануне Дня России, а также в преддверии старта Первого панъевропейского фестивального марафона.
27-28 ноября 2014. Казань. Республика Татарстан. Россия
Второй Казанский общественный форум «Евразийская интеграция: достижения и проблемы»
По инициативе «Евразийского диалога» при российском парламентском Европейском клубе в городе Казани прошёл II Казанский общественный форум «Евразийская интеграция: достижения и проблемы», который стал продолжением прошлогоднего мероприятия с одноимённым названием. Организаторами мероприятие выступили федеральное агентство «Россотрудничество» и Правительство Республики Татарстан. Программной частью традиционно занялся межрегиональный фонд политических инициатив и технологий ПИТ-фонд.
В первый день форума на основной площадке в Казани прошло 9 секционных дискуссий:
- «Создание общего финансового рынка на евразийском пространстве»
- «Инновационная инфраструктура как основа развития международного сотрудничества»
- «Современное состояние и перспективы Евразийской интеграции»
- «Партийное измерения евразийского сотрудничества»
- «Новое поколение граждан на пороге Евразийского экономического союза и роль некоммерческих организаций в евразийской интеграции»
- «Институциональные особенности развития малого и среднего предпринимательства в современных интеграционных процессах»
- «ЕАЭС на мировой арене — взаимодействие нового союза с международными объединениями и третьими странами»
- «Социальные аспекты евразийской интеграции — образование, рынок труда, мобильность населения»
- «Вопросы коллективной безопасности стран Евразийского экономического союза в условиях нового мира»

Во второй день состоялись два пленарных заседания, трансляция которых осуществлялась в сети интернет. Особенностью мероприятия, как и большинства, проводимых «Евразийским диалогом» и Европейским клубом, была видео-связь с удалёнными точками в других странах.
На Форуме обсуждались вопросы, связанные с евразийской интеграцией и итогами подготовительных работ по созданию Евразийского Экономического Союза (ЕАЭС, напомним, начинает свою деятельность с 1 января 2015 года). Форум стал практически последним подобным мероприятием, направленным на подведение итогов.
Участниками Форума стали представители самых разных общественных кругов и органов государственной власти России и стран Европы и Азии. Всего в форуме приняли участие представители 15 стран:
1. Россия
2. Беларусь
3. Казахстан
4. Армения
5. Киргизия
6. Таджикистан
7. Азербайджан
8. Монголия
9. Камбоджа
10. Вьетнам
11. Китай
12. Турция
13. Бельгия
14. Молдова
15. Сербия

На основной площадке было зарегистрировано более 400 человек, а всего участниками с учётом зрителей в других странах и подключившихся к подготовке мероприятия на разных этапах — стало более тысячи человек.
29 мая 2015. Гамбург. Германия
Конференция в рамках европейского этапа «Второго панъевропейского фестивального марафона»
29 мая состоялась встреча со студентами юридической школы из разных стран в Гамбурге, в ходе которой были обсуждены как вопросы правового характера, так и актуальной политической направленности. В рамках «живого» диалога представители молодого поколения обменялись с опытными российскими политиками мнением по поводу некоторых политических ситуаций и имели возможность задать интересующие их вопросы. В начале своего приветственного выступления член российского парламентского Европейского клуба, Евродепутат г-н Кнут Флекенштайн напомнил присутствующим о знаменательной дате — 70-летии Великой победы и поблагодарил Россию за освобождение Германии и всего мира от фашизма. Он также отметил важность проведения культурного Марафона для развития единого культурного пространства без разделительных линий.
06 июня 2015. Монс. Бельгия
Круглый стол в рамках европейского этапа «Второго панъевропейского фестивального марафона»
6 июня в городе Монс в университетском Центре русского языка и культуры участники Марафона встретились со студентами, изучающими русский язык. Добросердечная атмосфера располагала к живому общению, собравшиеся с интересом прослушали выступления участников Марафона и задали множество вопросов на самый различные темы.
Программу Марафона в Монсе продолжила презентация Фестивального Марафона для официальных лиц и жителей города. Также в этот день прошла встреча с представителями оргкомитета "Монс — культурная столица Европы 2015″.
24 июня 2016 г. Владивосток. Россия
Международная конференция «Продовольственная безопасность в АТР»
По инициативе «Евразийского диалога» 24 июня 2016 г. во Владивостоке на территории Дальневосточного федерального университета (ДВФУ) прошла международная конференция по продовольственной безопасности в Азиатско-Тихоокеанском регионе.
Конференция была посвящена анализу существовавшей ситуации в различных аспектах продовольственной безопасности в Азиатско-Тихоокеанском регионе (в основном в его Западной части) и перспектив её устойчивого развития в будущем, а также вкладу России в этот процесс. Организаторы конференции представили участникам презентации возможности Дальнего Востока и Сибири с точки зрения инвестиционной привлекательности в сфере сельского хозяйства и производства продуктов питания.
В Программе Конференции было запланировано проведение пленарных заседаний, панельных дискуссий, круглых столов, организация двусторонних встреч для укрепления взаимопонимания, поиска полезных контактов и свежих идей. Официальный язык — английский.
Участие приняли представители профильных министерств Российской Федерации, региональных властей, международных организаций, представителей бизнеса, экспертов из Китая, Японии, Южной и Северной Кореи, стран АСЕАН, Австралии, Новой Зеландии и т. д. — всего около 200 участников.
14-17 апреля 2017. Никосия. Кипр
Международная интернет-конференция «Средиземноморье: межкультурный диалог»
14 апреля на площадке Русского дома в Никосии состоялась международная интернет-конференция. В дискуссии приняли участие в режиме видео-конференции участники из Великобритании, Испании, Египта, Болгарии, Греции и других стран.
30 апреля 2019. Париж. Франция
Международная конференция «Сохранение объектов культурного и природного наследия: международное и региональное измерение»
в представительстве Россотрудничества, Российском центре науки и культуры, состоялась международная конференция «Сохранение объектов культурного и природного наследия: международное и региональное измерение». В конференции приняли участие постоянные представители стран при ЮНЕСКО (России, Казахстана и Азербайджана), генеральный директор ИКОМОС (Международный совет по сохранению памятников и достопримечательных мест), наблюдатели от ЮНЕСКО и другие представительные организации.
21 мая 2021. Санкт-Петербург. Россия
Международная конференция «Русская культура и европейская цивилизация»
21 мая во Всемирный день культурного разнообразия в Законодательном Собрании Санкт-Петербурга успешно стартовала международная конференция «Русская культура и европейская цивилизация», которая предваряет намеченную ООН на 21 мая 2022 в РФ Всемирную конференцию по межрелигиозному и межэтническому диалогу. Участники конференции находились более чем в 25 странах мира.
11 июня 2021. Южно-Сахалинск. Россия
Виртуальный круглый стол «Русская культура в странах Азиатско-Тихоокеанского региона»
в Музейно-мемориальном комплексе «Победа» в г. Южно-Сахалинск в рамках открытия Сахалинского этапа Фестивального Марафона состоялся международный виртуальный круглый стол.
На этот раз Евразийский Диалог сумел охватить сразу 13 стран на трёх континентах. Участники круглого стола смогли представить свои доклады и обменяться мнениями.

## Основные конференции и круглые столы проводимые при участии «Евразийского Диалога»
- Международная интернет-конференция «Русский язык в диалоге культур» в Перми, Россия (Выставочный центр «Пермская ярмарка») — 10-11 июня 2014 года
- Международная интернет-конференция «Европейская культура в диалоге цивилизаций» в Валлетте, Мальта (Гостиница Grand Hotel Excelsior) — 19 июня 2014 года
- Международная конференция «Европейская культура в диалоге цивилизаций» в Лиссабоне, Португалия (Гостиница Tivoli Lisboa) — 21 июня 2014 года
- Международная конференция «Роль ЮНЕСКО в современном мире» в Париже, Франция (штаб-квартира ЮНЕСКО) — 4 июня 2015 года
- Международная интернет-конференция «Русский язык в диалоге культур» в г. Пермь, Россия (Пермь государственная библиотека им. Горького) — 9 июня, 2015
- Круглый стол «Экология культуры в XXI веке: вызовы, конфликты, решения» в Перми, Россия (Пермский государственный институт культуры) — 7 апреля 2017 года
- Международная конференция «Европа ценностей современные вызовы» в Лиссабоне, Португалия (Лиссабонский Университет) — 10 апреля 2017 года
- Международная интернет-конференция «Средиземноморье: межкультурный диалог» в Никосии, Кипр (Российский центр науки и культуры) — 14 апреля 2017 года
- Круглый стол «Проблема сохранения и развития финно-угорской культуры в Северной Европе» в Хельсинки, Финляндия (Российский центр науки и культуры) — 17 апреля 2017 года
- Международная интернет-конференция «Большая Европа и АТР: диалог культур» во Владивостоке, Россия (Администрация Приморского края) — 21 апреля 2017 года
- Международная конференция «Сохранение объектов культурного и природного наследия: международное и региональное измерение» в Российском центре науки и культуры в Париже — 29-30 апреля 2019 года
- Круглый стол «Политико-правовые аспекты сохранения Всемирного наследия» с участием сербских и российских экспертов в Белграде, Сербия — 7 мая 2019 года
- Международный круглый стол «Сохранение славянского культурного наследия» в Софии, Болгария (Российский культурный информационный центр) — 9 мая 2019 года
- Международная интернет-конференция «Историко-культурное наследие: сохранение и преумножение» в Казани — 13 мая 2019 года.
- Международная интернет-конференция «Историко-культурное наследие: сохранение и преумножение» во Владивостоке — 20 мая 2019 года[23]